# Летище Бургас
Летище Бургас (на английски: Burgas Airport, IATA: BOJ, ICAO: LBBG) е международно летище в България, обслужващо град Бургас и прилежащия регион. Намира се на 387 km от най-натовареното летище в България – Летище “Васил Левски” - София, на 129 km от третото най-натоварено летище в България – Летище Варна и на 263 km от четвъртото най-натоварено летище в България – Летище Пловдив.
Разположено е в бургаския квартал Сарафово, на 10 км североизточно от центъра на града. Летището заема 2-ро място по пътникопоток в страната след Летище “Васил Левски” - София.

## Описание
Летище Бургас е с най-голям брой слънчеви дни в Европа и с 4-та по дължина писта (3200 м.) на Балканския полуостров, след летищата в София, Атина и Белград. Летището има удобни връзки за интермодален транспорт по суша и море както в България, така и за цял свят. Пистата е устойчива и достатъчно дълга, за да приема всеки използван в гражданската и военната авиация летателен апарат. Инфраструктурата на аеропорта предлага отлични възможности за обслужване на въздухоплавателни средства, пътници, багажи и товари (карго). Летище Бургас се използва от различни оператори с лицензи за осъществяване на следните дейности: наземно администриране и надзор на полетите; обслужване на пътници по вътрешни и международни транспортни линии; обслужване на багажи; обслужване на товари и поща; обслужване с горива и масла; полетни операции и администриране на екипажи; наземен транспорт; обслужване на ВС; обслужване на ВС на перон; техническо обслужване на ВС и др..
Летище Бургас е с 24-часов режим на работа и работи целогодишно, предлагайки вътрешни и международни полети (средната годишна видимост под 1000 м. е само 3 дни). 
Международното обозначение на Летище Бургас е LBBG (код ИКАО) и BOJ (код ИАТА). 
Тук са кацали самолетите с внушителни размери: Ан-124 Руслан и Ан 225 МРИЯ.
През 2023 година бяха изпълнени полетни програми на 46 авиокомпании до 75 дестинации.

## История
На 27 юни 1927 г. френската компания „СИДНА“ (днес Air France), избира терена на Летище Бургас за изграждането на радиозасечна станция и подписва договор с българското правителство за неговото ползване. В договора изрично е отбелязано, че персоналът на Летище Бургас ще бъде български. През 1938 г. първият български радиотелеграфист Данаил Денев постъпва на работа. През 1941 г. Летище Бургас е преотстъпено на България.
През 1942 г. с немска помощ летището е разширено, електрифицирано и снабдено с големи цистерни за гориво, вкопани в земята. На 29 юни 1947 г. с приземяването на Летище Бургас на българския пътнически самолет Junkers Ju 52/3m се дава началото на линията София – Бургас – първата линия на българските въздушни линии на Дирекция Въздушни съобщения. През 50-те и 60-те години на ХХ век летището е разширено и модернизирано, като се изгражда бетонна писта. През 1970 г. аеропортът става международно летище, като самолети от над 45 дестинации кацат или излитат от него.
На 10 септември 2006 г. летището в Бургас, заедно с летището във Варна, е отдадено на немско-българското дружество „Фрапорт Туин Стар Еърпорт Мениджмънт“ АД на концесия за срок от 40 години. Концесията включва влагането на общо 403 млн. евро за изграждането на нови пътнически терминали, подобрение на летищната инфраструктура, разширяване на перона със самолетните стоянки, паркингите, закупуване на техника, оборудване и др. Два месеца по-късно дружеството поема отговорността за персонала и управлението на летището.
От началото на концесията са направени много подобрения в летищната инфраструктура на Летище Бургас:
- Изграждане на Терминал 3, Заминаващи (2007 г.);
- Преместване на Карго склад (2011 г.);
- Разширение на перона за обслужване на карго ВС с 2 местостоянки (2011 г.);
- Изграждане на нова, модерна сграда на Пожарната служба (2015 г.);
- Нова Административна сграда (2011 г.);
- Изграждане на нов пункт за приемане на авиационно гориво в ГСМ (2013 г.);
- Нов пътнически терминал (Т2) с обществени паркинг зони и пътища (2013 г.); Годишният капацитет на новия терминал в Бургас е 2,7 млн. пътници, като гишетата за регистрация на пътници са 31. Проектите при строителството са изцяло съобразени с изискванията, свързани с присъединяването на България към шенгенското пространство. Терминалът се простира на площ от около 20 000 m2. Сградите на новия терминал са проектирани така, че да може капацитетът им при необходимост да бъде допълнително увеличен като разширение към вече съществуващата архитектурна част. Строителството на новия терминал е извършено между декември 2011 г. и декември 2013 г.
- Изцяло реконструирана пътека за рулиране А и H (ПР “А“ и ПР “Н“) (2017 г.);
- Светотехническа система за кацане (Approach lighting system) (2017 г.).

В момента е в ход голям проект за разширение на перона за обслужване на ВС, който се изпълнява на етапи и е планиран да приключи през 2025 г.

## Авиокомпании, които изпълняват редовни и чартърни полети до/от Летище Бургас през 2023 г.
През 2023 г. по време на летния сезон на Летище Бургас се извършват редовни и чартърни полети до над 75 дестинации в 20 страни, а целогодишно се изпълняват редовни полети до Лондон Лутън с авиокомпания Wizz Air.
| Авиокомпания           | Град – Летище |
| ---------------------- | --- |
| Aer Lingus             | Дъблин |
| Air Baltic             | Рига |
| AMC Aviation           | Катовице |
| Arkia                  | Тел Авив |
| Avion Express          | Вилнюс |
| BH Air                 | Абърдийн, Амстердам, Белфаст, Билунд, Бирмингам, Бристол, Глазгоу, Дърам, Ийст Мидландс, Кардиф, Копенхаген, Лийдс, Лондон Гетуик, Манчестър, Нюкасъл, Норич, Осло Гардермоен, Ставангер |
| Brussels Airlines      | Брюксел |
| Bul Air / Bulgaria air | София, Братислава, Бърно, Кошице, Катовице, Анталия, Будапеща, Острава, Пардубице, Прага, Тел Авив                                                                                       |
| Corendon Airlines      | Амстердам, Брюсксел, Маастрихт |
| EasyJet                | Берлин, Лондон Гетуик, Манчестър |
| Enter Air              | Варшава, Вроцлав, Гданск, Катовице, Познан |
| European Air Charter   | Братислава, Виена, Вроцлав, Гданск, Дрезден, Дюселдорф, Жешов, Катовице, Лайпциг, Мюнхен, Познан, Прага, Попрад-Татри, Тел Авив, Франкфурт, Хамбург, Хановер, Щутгарт                    |
| Eurowings              | Дюселдорф, Кьолн, Хамбург, Щутгарт |
| Freebird Airlines      | Лайпциг, Падерборн |
| GetJet                 | Вилнюс,Талин |
| Jet2.com               | Глазгоу, Ийст Мидландс, Лийдс, Лондон Станстед, Манчестър, Нюкасъл |
| Jettime                | Билунд, Копенхаген |
| LOT                    | Варшава, Вроцлав |
| Luxair                 | Люксембург |
| Norwegian Air          | Копенхаген, Осло Гардермоен, Стокхолм Арланда, Хелзинки |
| Ryanair                | Братислава, Будапеща, Виена, Варшава Модлин, Гданск, Краков, Лондон Лутън, Познан, Каунас                                                                                                |
| SmartLynx Airlines     | Рига, Талин |
| Smartwings             | Братислава, Бърно, Варшава, Катовице, Кошице, Острава, Пардубице, Прага |
| SUNDAIR                | Берлин |
| TUI                    | Амсердам, Брюксел, Бирмингам, Бристол, Дъблин, Кардиф, Лондон, Манчестър, Нюкасъл, Стокхолм                                                                                              |
| Wizz Air Hungary       | Будапеща, Варшава, Вроцлав, Деберцен, Катовице, Краков, Лондон Лутън, Люблин, Познан, Тел Авив                                                                                           |

## Топ 5 дестинации (държави и градове) на Летище Бургас през 2023 г.
| № | Държава        | Пътници |
| - | -------------- | ------- |
| 1 | Полша          | 473 868 |
| 2 | Великобритания | 376 570 |
| 3 | Чехия          | 206 810 |
| 4 | Германия       | 159 440 |
| 5 | Израел         | 88 294  |

| № | Град     | Пътници |
| - | -------- | ------- |
| 1 | Лондон   | 142 809 |
| 2 | Варшава  | 128 778 |
| 3 | Катовице | 112 569 |
| 4 | Прага    | 109 985 |
| 5 | Тел Авив | 88 294  |

## Авиокомпании с базирани самолети
На 15 юни 2022 г. за второ поредно лято Wizz Air открива лятна база с 1 базиран самолет на летище Бургас и изпълнява полети до 16 дестинации.

## Транспорт
Автобусна линия № 15 свързва Летище Бургас с автогара „Терминал Юг“ в града.
В близост до летището спират и междуградски автобуси от Бургас до Поморие, Ахелой, Равда, Несебър и Слънчев бряг. Спирката се намира преди входа на летището на кръговото кръстовище на главния път Е87.

## Бъдещи проекти
Национална компания „Железопътна инфраструктура“ работи по проект за изграждане на железопътна връзка между жп гара Бургас и Летище Бургас. Към 2024 г. предстои изготвяне на техническо решение за осъществяване на проекта.

## Инциденти
На 18 юли 2012 г. на летището е извършен бомбен атентат срещу автобус с израелски туристи. Загиват петима израелци, шофьорът – българин и атентаторът.